# شیوا دولت‌آبادی
شیوا دولت‌آبادی (۱۲ شهریور ۱۳۲۵، تهران) روان‌شناس ایرانی‌است. او همینک رئیس هیئت مدیره انجمن روان‌شناسی ایران، رئیس هیئت مدیره و مدیرعامل انجمن حمایت از حقوق کودکان (از ۱۳۷۳ تا کنون) و استادیار بازنشسته دانشگاه علامه طباطبایی (۱۳۸۸–۱۳۶۲) است. شیوا دولت‌آبادی  با اصالت دولت آباد برخوار اصفهان فرزند حسام الدین دولت‌آبادی، نماینده سابق مجلس و خواهر پروین دولت‌آبادی، شاعر کودکان است.

## زندگی

### تحصیلات
شیوا دولت‌آبادی در سال ۱۳۴۴ خورشیدی دیپلم دبیرستان در ایران را اخذ کرد. در همان سال به انگلستان رفت و در سال ۱۳۴۶ در رشتهٔ مدیریت بازرگانی از دانشگاه لیدز فوق دیپلم گرفت. بعدها به آلمان رفت و در سال ۱۳۵۴ خورشیدی از دانشگاه هایدلبرگ مدرک کارشناسی ارشد در رشتهٔ روان‌شناسی گرفت. او پس از بازگشت به ایران، در سال ۱۳۷۷ در دانشگاه علامه طباطبایی در رشتهٔ روان‌شناسی از تز دکتری خود دفاع کرد.

## حضور در برنامهسپنج

حضور دکتر شیوا دولت آبادی در قسمت بیست و سوم سپنج

در قسمت بیست و سوم س‍پنج دکتر شیوا دولت آبادی، روانشناس، در گفتگو با علی درستکار از آگاه تر شدن و خود شناسی سخن می گوید. ‎سپنج شما را به تفکر دعوت می کند و توصیه می شود در خلوت تماشا کنید.